# 高野典範
高野 典範（たかの みちのり、1947年5月14日 - ）は、日本の写真家。

## 来歴
宮崎県宮崎市に生まれる。
1970年より堤隆志に指導を受け、1974年にフォットグラフィック・タカノを設立した。スタジオでは、九州管内のカレンダー撮影や、大学の卒業アルバム作成をてがけた。1985年にフォットスタジオ VIEWへ改名した。
1987年に宮崎県写真家協会を設立して、会長に就任した。
2018年に高野写真塾を開設した。

## 写真集
- 『青の時空』1999年